# Thuidiopsis francii
Thuidiopsis francii là một loài Rêu trong họ Thuidiaceae. Loài này được (Thér.) Broth. miêu tả khoa học đầu tiên năm 1925.